# Schwengeberg

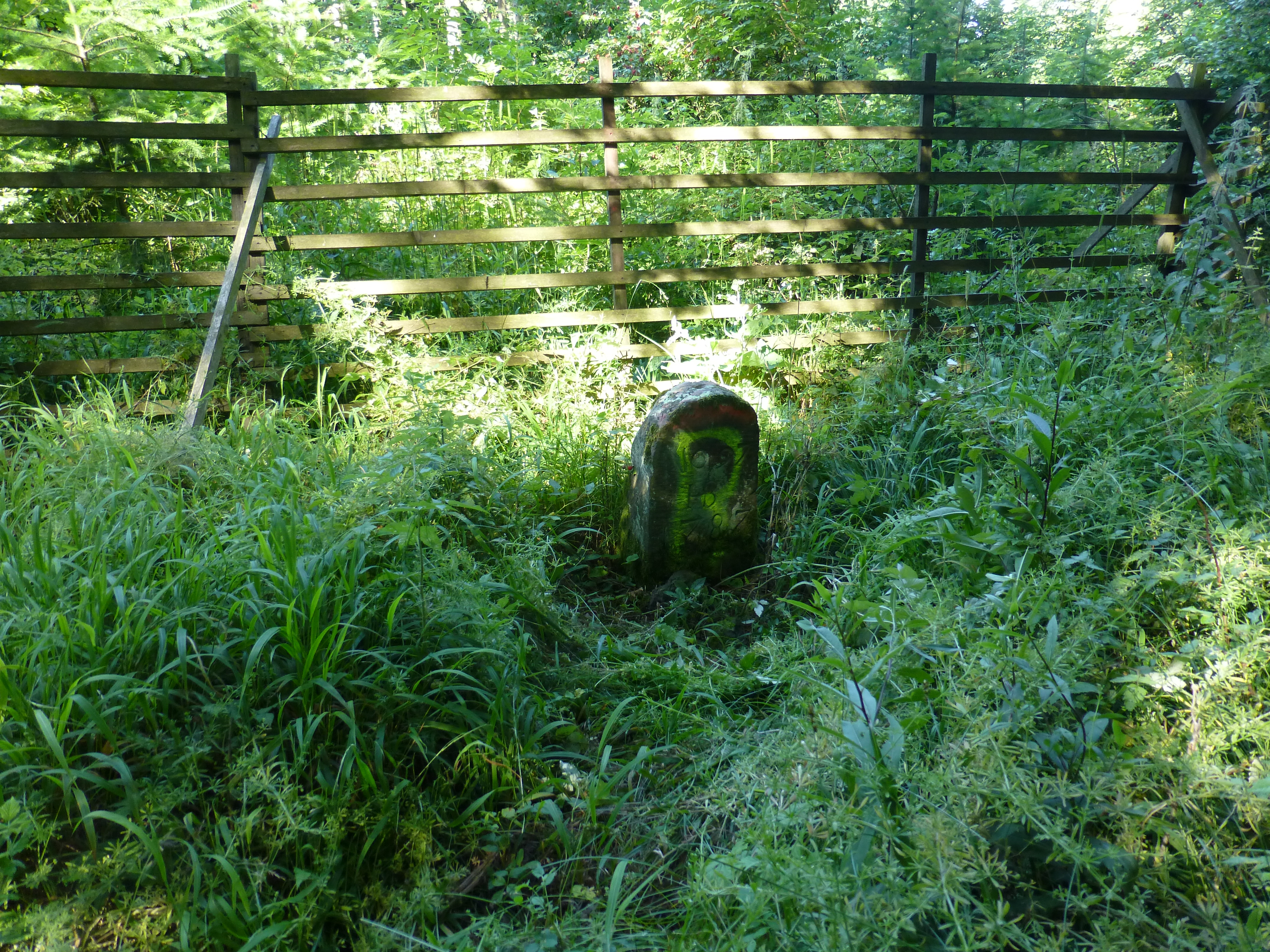
Hutestein auf dem Schwengeberg

Der Schwengeberg ist mit 556,7 m ü. NHN die höchste Erhebung der Langenberge im südöstlichen Habichtswälder Bergland im nordhessischen Schwalm-Eder-Kreis.

## Geographie

### Lage
Der Schwengeberg liegt im Naturpark Habichtswald im Mittelteil der Langenberge. Zusammen mit seinem knapp 1 km entfernten südlichen Nebengipfel, dem Laufskopf (534,8 m), erhebt er sich an der östlichen Nahtstelle der Gemarkung Gudensbergs zu Edermünde (beide Schwalm-Eder-Kreis) wie auch an der Wasserscheide zwischen Eder und Unterer Fulda bzw. Ems und Bauna.
Schwengeberg und Laufskopf liegen im Zentrum der durchgehenden Bewaldung der Langenberge zwischen Schauenburg-Hoof im Norden, Baunatal-Großenritte im Osten und Niedenstein im Südwesten.
Auf dem Nordosthang des Schwengebergs liegt die Quelle des Bauna-Zuflusses Leisel, auf dem Südwesthang des Laufkopfs jene des Ems-Zuflusses Matzoff.

### Naturräumliche Zuordnung
Der Schwengeberg gehört in der naturräumlichen Haupteinheitengruppe Westhessisches Bergland (Nr. 34), in der Haupteinheit Habichtswälder Bergland (342) und in der Untereinheit Habichtswald (mit Langenberg) (342.0) zum Naturraum Langenberg (342.02).

## Nachbarberge
Der Grat des Langenbergs wird nach Norden zum Saukopf hin und nach Süden über den Bensberg (464,8 m) und den Bilstein (ca. 460 m) zum Kammerberg (360,8 m) hin fortgesetzt. Der 439,6 m hohe Burgberg westlich Großenrittes kann als Ostausläufer des Schwengebergs angesehen werden.